# Орхан Кемаль
Орхан Кемаль (ім'я при народж. Мехмет Рашит Огютчю, тур. Mehmet Raşit Öğütçü), що писав під псевдонімом  'Орхан Кемаль'  (тур. Orhan Kemal; 15 вересня 1914, Джейхан, Османська імперія — 2 червня 1970, Софія, Народна Республіка Болгарія) —  турецький письменник.

## Твори

### Оповідання
- Почуття \ Duygu (1948)
- Меневше \ Menevşe (1948)
- Сварка через хліб \ Ekmek Kavgası (1949)
- Покидьки \ Pezevenkler (1950)
- П'яниця \ Sarhoşlar (1951)
- Дочка прачки \ Çamaşırcının Kızı (1952)
- 72 камера \ 72. Koğuş (1954)
- Страйк \ Grev (1954)
- Закуток \ Arka Sokak (1956)
- Братський внесок \ Kardeş Payı (1957)
- Вавилонська вежа \ Babil Kulesi (1957)
- На світі була війна \ Dünya'da Harp Vardı (1963)
- Сварка на вулиці \ Mahalle Kavgası (1963)
- Безробітний \ İşsiz (1966)
- Спочатку хліб \ Önce Ekmek (1968)
- Малюки і дорослі \ Küçükler ve Büyükler (1971)

### Романи
- Батьківський будинок \ Baba Evi (1949)
- Дозвільні роки \ Avare Yıllar (1950)
- Муртаза \ Murtaza (1952)
- Джеміле \ Cemile (1952)
- Земля обертається \ Dünya Dönüyor (1953)
- На родючій землі \ Bereketli Topraklar Üzerinde (1954)
- Чому так \ Neden Böyle (1956)
- Винний \ Suçlu (1957)
- Удача \ Devlet Kuşu (1958)
- Подія \ Vukuat Var (1958)
- Будинок світу \ Dünya Evi (1958)
- Дочка християнина \ Gavurun Kızı (1959)
- Крихітний \ Küçücük (1960)
- Кинута в безодню \ El Kızı (1960)
- Особняк пані \ Hanımın Çiftliği (1961)
- Лахмітник і сини \ Eskici ve Oğulları (1962)
- Перелітні птахи \ Gurbet Kuşları (1962)
- Дитя вулиць \ Sokakların Çocuğu (1963)
- Криваві землі \ Kanlı Topraklar (1963)
- Жила-була Філіз \ Bir Filiz Vardı (1965)
- Найкращий з інспекторів \ Müfettişler Müfettişi (1966)
- Тлінний світ \ Yalancı Dünya (1966)
- Один з будинків \ Evlerden Biri (1966)
- Дружні свисти \ Arkadaş Islıkları (1968)
- Дівчина з вулиці \ Sokaklardan Bir Kız (1968)
- Шахрай \ Üçkağıtçı (1969)
- Поганий шлях \ Kötü Yol (1969)
- Втікач \ Kaçak (1970 посмертно)
- Розбійник мільйонер \ Serseri Milyoner (1976)
- Світ навиворіт \ Tersine Dünya (1986)

## Нагороди
- Літературна премія ім. Саіта Фаіка.

1. 1 2  Енциклопедія Брокгауз
2. ↑  Орхан Кемаль // Большая советская энциклопедия: [в 30 т.] / под ред. А. М. Прохорова — 3-е изд. — Москва: Советская энциклопедия, 1969.